# ケイマン諸島・ドル
ケイマン諸島・ドル（英語：Cayman Islands dollar）は、イギリス領ケイマン諸島の通貨。通貨の補助単位はセント。固定相場制で、1ケイマン諸島・ドル＝1.2アメリカ・ドルに固定されている。
ケイマン諸島・ドルは1972年に導入され、それまでのジャマイカ・ドルと等価で交換された。ジャマイカ・ドルは、1972年8月1日までケイマン諸島・ドルと並行して使用された。1974年4月1日、ケイマン諸島・ドルはアメリカ・ドルとの固定相場制を導入し、ケイマン諸島・ドル＝1.2アメリカ・ドルに固定された。

## 硬貨
1972年、1、5、10、25セント硬貨が発行された。1セントは青銅、他の硬貨は白銅貨だった。1992年、青銅貨は銅貨に、白銅貨はニッケルメッキの鋼に、それぞれ置き換えられた。

## 紙幣
1972年に、ケイマン諸島通貨委員会は1、5、10、25ドル紙幣を発行した。1981年には40ドル紙幣が発行されたが、数年後に回収された。1982年には50ドル紙幣が、1987年には100ドル紙幣が発行された。1997年にはケイマン諸島通貨庁が紙幣の発行を引き継ぎ、1、5、10、25、50、100ドルを発行した。